# Іванов Сергій Сергійович (таємний радник)
Сергій Сергійович Іванов (1820—1893) — помічник попечителя Московського навчального округу, таємний радник.

## Біографія
1842 року закінчив Імператорський Московський університет зі ступенем кандидата. 1852 року отримав звання камер-юнкера.
1860 року колезького радника Сергія Сергійовича Іванова було обрано Сичівським повітовим ватажком дворянства. Смоленським губернським ватажком дворянства він був з 31 грудня 1865 року до призначення його 10 грудня 1871 року Орловським цивільним губернатором. Орловською губернією він керував до 8 липня 1874 року. З 31 березня 1868 року він мав чин дійсного статського радника.
З 8 травня 1869 року він був зарахований до відомства міністерства народної освіти та 8 липня 1874 року призначений помічником попечителя Московського навчального округу, яким був на той час князь Микола Петрович Мещерський; у жовтні 1875 року був проведений до таємних радників.
Помер 1893 року.

## Сельскохозяйственная деятельность С. С. Иванова
У 1852 році в колезького асесора С. С. Іванова значилося 257 десятин землі в Сичовському повіті; у 1890 році за таємним радником С. С. Івановим у повіті було вже 1778 десятин землі. Серед його володінь був маєток Тесово (Баскаковської волості), придбаний ним у 1860–1870-х роках.
Бувши головою Смоленського товариства сільського господарства, С. С. Іванов проявив себе як професійний агроном. Одним із перших поміщиків він почав сіяти у своєму господарстві льон. Поставивши перед собою завдання зробити тваринництво прибутковою галуззю, у своєму маєтку Тесово він проводив експерименти з вирощування кормових культур. Багато працював над вибором культур, найбільш придатних для цієї місцевості. Випробував понад 50 кормових рослин (лижник, гребінник, їжа збірна, французький райграс, остер безостий, турнепс, еспарцет, люцерна тощо), які спочатку висівав на малих ділянках (окремими грядками), а потім переносив у поле.
У 1882 році він розпочав досліди з посіву та силосування кукурудзи, які дали невтішні результати: кукурудза добре росла на городній землі, давала рясний урожай зеленої маси, але була «низькою та слабкою» у полі, а в деякі роки придбане насіння навіть не сходило. У результаті своїх експериментів він дійшов висновку, що на смоленських землях найраціональніше сіяти конюшину.
Результати своїх досліджень він публікував у статтях:
- Досліди з розведення деяких ще мало поширених кормових трав Смоленської губернії // «Сельское хозяйство и лесоводство», квітень 1884 р.;
- Про вирощування та силосування кукурудзи // «Отчёт Смоленского общества сельского хозяйства за 1883 г.» – Смоленськ, 1884 р.;
- Посіви кукурудзи для силосування // «Отчёт Смоленского общества сельского хозяйства за 1885 г.» – Смоленськ, 1886 р.

Ще до скасування кріпосного права Іванов застосовував працю вільнонайманих робітників. У 1870 році відкрив у селі медичний пункт. Пізніше для лікарні запропонував свій двоповерховий кам'яний будинок. Наприкінці XIX століття, коли власницею Тесова стала Марія Сергіївна Тимофеєва (дочка С. С. Іванова), у центрі села була побудована двокласна «міністерська», тобто державна школа. Приблизно в цей же час почала працювати пошта, а в 1914 році з'явився телефон, який зв'язав село із Сичовкою. У 1908 році в Тесові було відкрито міське училище, до якого, на відміну від учнів церковнопарафіяльної школи, випускників «міністерської» школи приймали без іспитів. Тесовську лікарню місцеві жителі досі називають Наталінською — на згадку про її рано померлу доньку Наталію, поховану в родинному склепі в Тесові.

## Нагороди
- орден Св. Анни 2-го ст. з імператорською короною (1865)[4]
- орден Св. Володимира 3-го ст. (1869)
- орден Св. Станислава 1-го ст. (1869)
- орден Св. Анни 1-го ст. (1873)

На його честь було названо станцію Серго-Івановської Олександрівської залізниці.